# Kowloon
 (septembre 2009).
Si vous disposez d'ouvrages ou d'articles de référence ou si vous connaissez des sites web de qualité traitant du thème abordé ici, merci de compléter l'article en donnant les références utiles à sa vérifiabilité et en les liant à la section « Notes et références ».

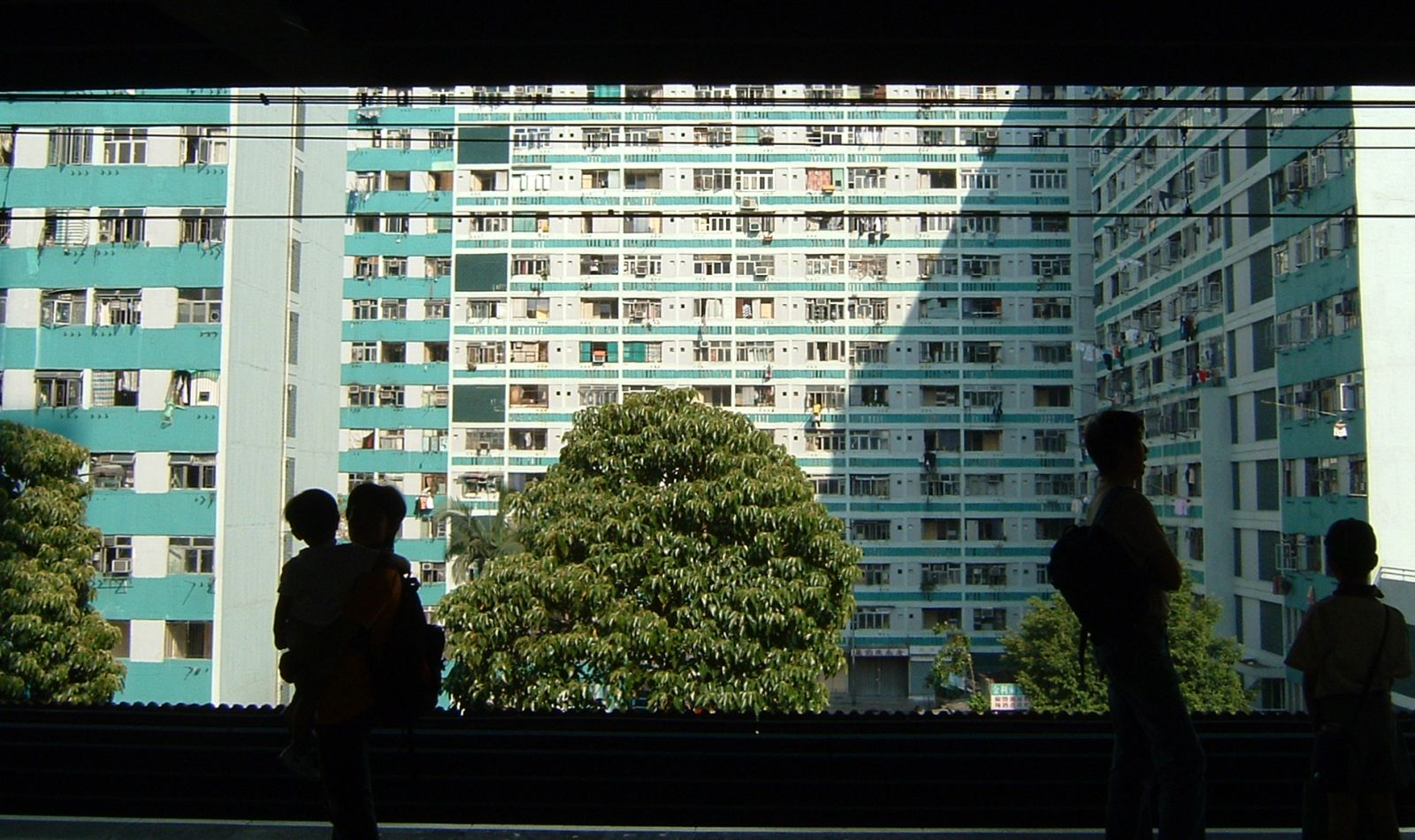
Bloc d'habitation à Kowloon

Kowloon (chinois traditionnel : 九龍 ; chinois simplifié : 九龙 ; pinyin : Jiǔlóng ; cantonais Jyutping : Gau2-lung4 ; cantonais Yale : Gáulùhng ; litt. « neuf dragons ») est une partie de Hong Kong située sur le continent, au nord de l'île de Hong Kong, et au sud de la partie continentale des Nouveaux Territoires. Elle comprend la péninsule de Kowloon, qui avait été cédée au Royaume-Uni à la suite de la guerre de l'opium en 1860 à la convention de Pékin, un des traités inégaux des empires européens et américains sur les pays d'Asie, et New Kowloon, passée sous contrôle britannique en même temps que les Nouveaux Territoires, en 1898, lors de la signature de seconde convention de Pékin. Ces deux territoires ne forment plus aujourd'hui qu'une seule entité urbaine. Avec 2 194 800 habitants pour moins de 50 km2, la densité de population y est particulièrement élevée, dépassant les 40 000 résidents par kilomètre carré.

## Le nom «Kowloon»

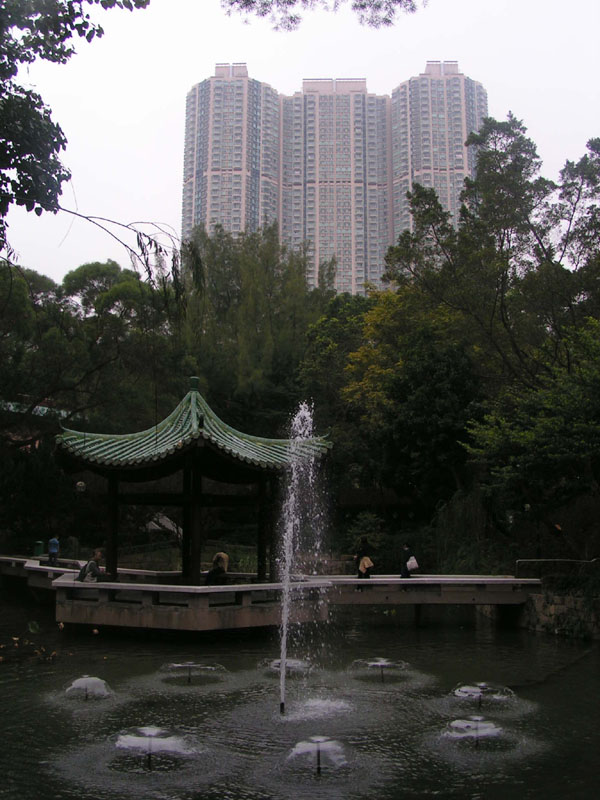
Le Kowloon Park, dans Tsim Sha Tsui

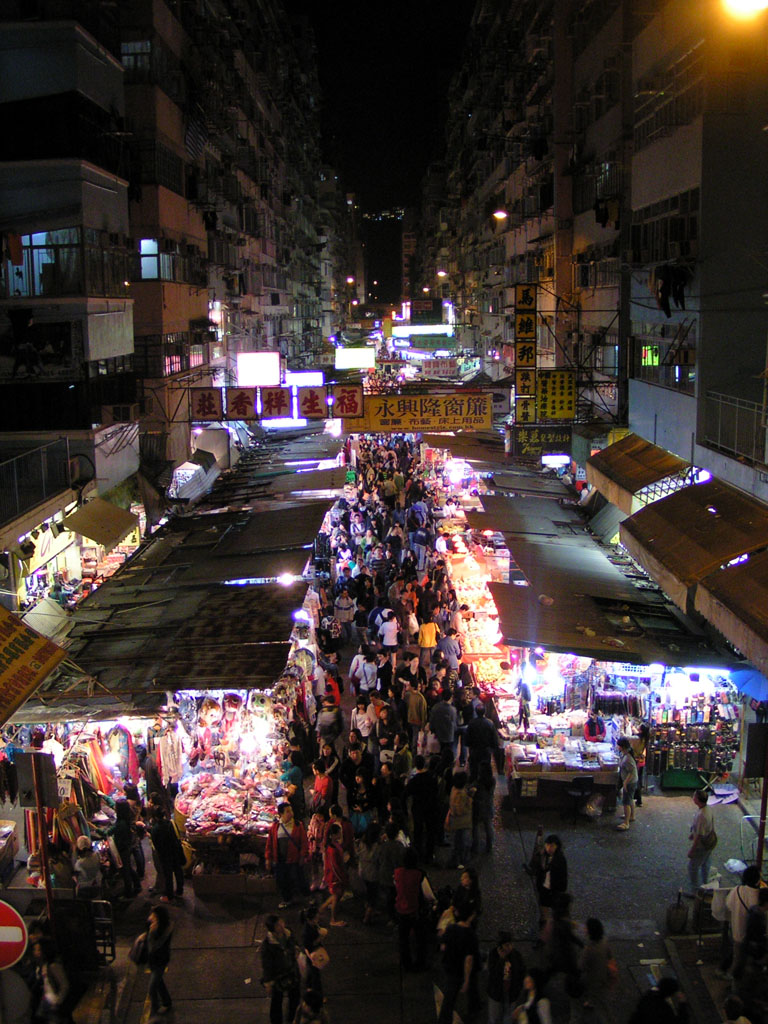
Un marché de nuit dans Mong Kok

Le mot Kowloon est la transcription anglaise des sinogrammes 九龍, prononcés [kɐu˨˥ lʊŋ˩] (API).
Le mot Kowloon signifie « neuf dragons » et viendrait de Song Bing, le dernier empereur de la dynastie Song. D'après la légende, l'empereur était sur une montagne et dit à ses accompagnateurs : « Je vois huit dragons. » (Il voulait dire qu'il voyait les huit montagnes de Hong Kong). Un mandarin répondit alors : « Je vois neuf dragons. » (le neuvième était l'empereur qui était devant lui, le symbole de l'empereur en Chine étant le dragon).

### Romanisations
Les sinogrammes servent à écrire de nombreuses langues chinoises ; il existe donc de nombreuses romanisations. En cantonais (chinois : Gau2-lung4.
« Kowloon » est une romanisation du gouvernement de Hong Kong (cette romanisation n'est utilisée que par le gouvernement de Hong Kong pour les noms propres). La transcription Kau Lung ou Kau-Lung fut souvent utilisée avant la Seconde Guerre mondiale.

## Districts faisant partie de Kowloon
Kowloon comprend les districts suivants :
- Kowloon City
- Kwun Tong
- Mong Kok
- Sham Shui Po
- Tsim Sha Tsui
- Wong Tai Sin
- Yau Ma Tei
- Yau Tsim Mong

## Histoire

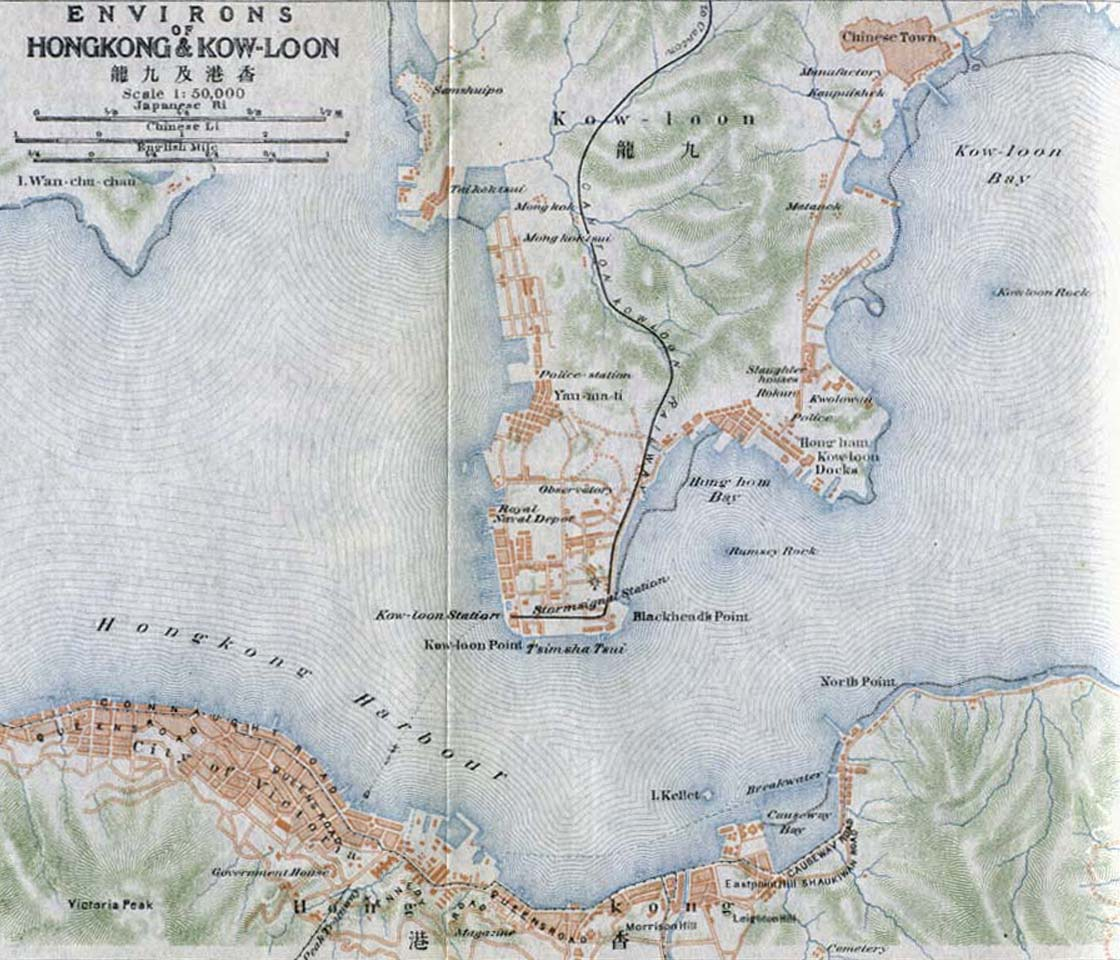
Kowloon en 1915

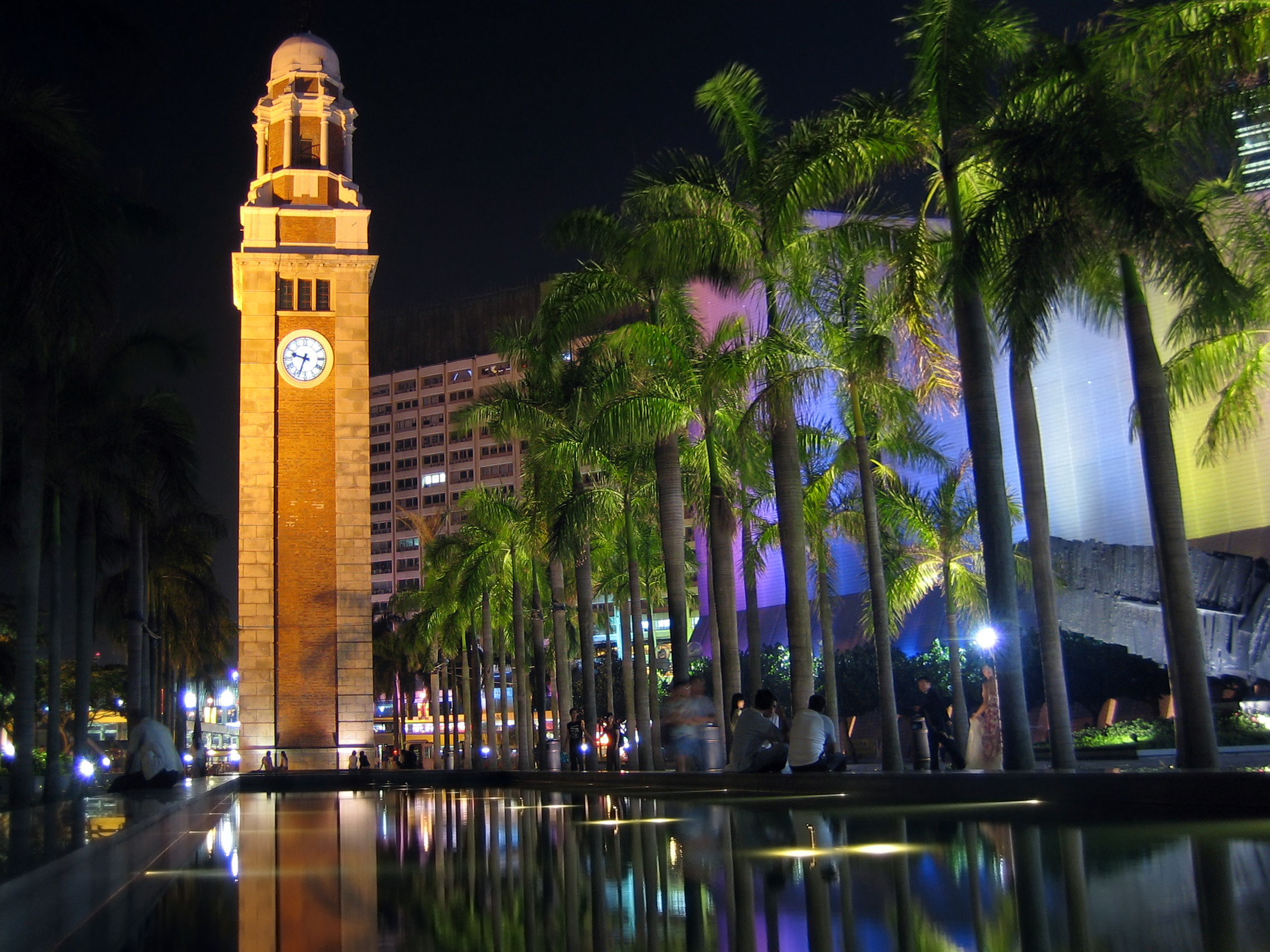
Tour d'horloge de l'ancien chemin de fer Kowloon-Canton, Kowloon

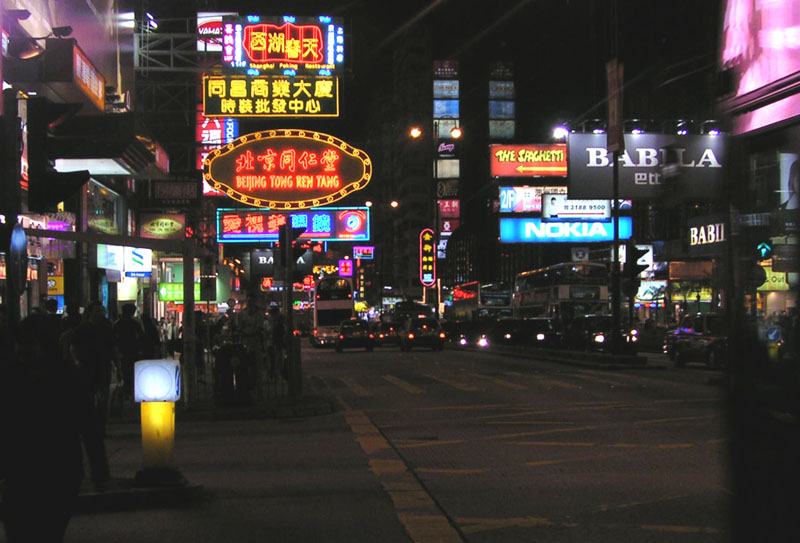
Nathan Road

Kowloon signifie neuf dragons en cantonais. Cela fait référence aux huit pics que compte ce territoire, le neuvième étant l'empereur de Chine.
La partie sud de Kowloon, jusqu'à Boundary Street, fait partie des terrains cédés définitivement par la Chine au Royaume-Uni lors de la Convention de Pékin en 1860. En revanche, la partie nord, ou New Kowloon, fait partie avec les Nouveaux territoires de ceux cédés en 1898 pour une concession de 99 ans, point de droit utilisé par la Chine pour demander la rétrocession de Hong Kong. Il restait cependant une petite enclave sous juridiction chinoise au sein de Kowloon City, la citadelle de Kowloon. Laissée à l'abandon par la Chine, cette parcelle est devenue une zone de non-droit, avant d'être finalement rachetée par le gouvernement de Hong Kong en 1984.
Cependant, dans la conversation courante, il existe une certaine confusion au sujet de la limite entre Kowloon et les Nouveaux Territoires, certains considérant que New Kowloon en fait partie, et que Kowloon s'arrête à Boundary Street.
Le développement de Kowloon, et plus généralement de la partie continentale de Hong Kong, a commencé au début du XXe siècle, avec la construction de la ligne de chemin de fer entre Kowloon et Canton, puis de l'aéroport de Kai Tak en 1924. Jusqu'à la fermeture de ce dernier en 1998, Kowloon a connu d'importantes restrictions pour la construction de gratte-ciels. Ceux-ci se sont donc concentrés plutôt sur l'île de Hong Kong. Néanmoins, Kowloon est devenu au fil du temps un endroit extrêmement congestionné, avec un mélange de commerces, d'industries et d'habitations peu commun.
La meilleure illustration de l'effervescence de Kowloon est probablement Nathan Road, une gigantesque rue commerçante remontant de Tsim Sha Tsui jusqu'à Boundary Street, sur 3 kilomètres environ. Son activité frénétique se propage aux rues voisines, dans lesquelles on peut trouver par exemple des marchés de nuit, comme à Temple Street.